# Torneo Clausura de la Primera B de Chile 2012
El Campeonato Nacional de Clausura de Primera B de la Asociación Nacional de Fútbol Profesional 2012 fue la octava edición del torneo oficial de fútbol profesional de los Torneos de Apertura y Clausura de la Primera B, los cuales fueron disputados en la temporada 2012. El torneo fue organizado por la ANFP y se disputó en el segundo semestre.
De manera inédita el torneo fue nuevamente obtenido por San Marcos de Arica, consiguiendo el bicampeonato de este tipo de torneos y ascendiendo directamente a Primera División como campeón nacional al haber obtenido más puntos en la sumatoria de ambos torneos.

### Equipos participantes
| Equipo | Equipo                | Entrenador           | Entrenador            | Ciudad       | Estadio                                 | Capacidad | Marca     | Patrocinador |
| ------ | --------------------- | -------------------- | --------------------- | ------------ | --------------------------------------- | --------- | --------- | ------------ |
|        | Barnechea             | Bandera de Chile     | Mario Salas           | Santiago     | Municipal de La Pintana                 | 6.000     | Puma      | Entel        |
|        | Coquimbo Unido        | Bandera de Chile     | Luis Musrri           | Coquimbo     | Bicentenario Francisco Sánchez Rumoroso | 18.750    | Lotto     | TPC          |
|        | Curicó Unido          | Bandera de Argentina | Pablo Abraham         | Curicó       | Bicentenario La Granja                  | 8.000     | Dalponte  | Multihogar   |
|        | Deportes Concepción   | Bandera de Argentina | Germán Corengia       | Concepción   | Municipal Ester Roa Rebolledo           | 29.000    | Joma      | Essbío       |
|        | Deportes Puerto Montt | Bandera de Chile     | Gino Valentini        | Puerto Montt | Regional de Chinquihue                  | 5.300     | Evensport | PF           |
|        | Everton               | Bandera de Chile     | Víctor Hugo Castañeda | Viña del Mar | Sausalito                               | 18.037    | O´concept | Viña         |
|        | Lota Schwager         | Bandera de Chile     | Nelson Cossio         | Coronel      | Federico Schwager                       | 5.731     | Training  | Essbío       |
|        | Magallanes            | Bandera de Chile     | Osvaldo Hurtado       | Santiago     | Santiago Bueras de Maipú                | 4.000     | Umbro     | Besalco      |
|        | Naval                 | Bandera de Chile     | Víctor Merello        | Talcahuano   | El Morro                                | 7.142     | Training  | Essbío       |
|        | Ñublense              | Bandera de Chile     | Carlos Rojas          | Chillán      | Bicentenario Nelson Oyarzún Arenas      | 12.000    | Training  | Essbío       |
|        | San Luis              | Bandera de Argentina | Mauricio Giganti      | Quillota     | Bicentenario Lucio Fariña Fernández     | 7.680     | Training  | PF           |
|        | San Marcos de Arica   | Bandera de Chile     | Luis Marcoleta        | Arica        | Bicentenario Carlos Dittborn            | 14.373    | Dalponte  | TPA          |
|        | Santiago Morning      | Bandera de Chile     | Hernán Ibarra         | Santiago     | Municipal de La Pintana                 | 6.000     | Training  | FINASUR      |
|        | Unión Temuco          | Bandera de Argentina | Hernán Lisi           | Temuco       | Bicentenario Germán Becker              | 18.125    | Mitre     | Rosen        |

### Equipos porRegión
| Región             | Equipos                                                  |
| ------------------ | -------------------------------------------------------- |
| Biobío             | - Deportes Concepción - Lota Schwager - Naval - Ñublense |
| Metropolitana      | - Barnechea - Magallanes - Santiago Morning              |
| Valparaíso         | - Everton - San Luis                                     |
| Arica y Parinacota | - San Marcos de Arica                                    |
| Coquimbo           | - Coquimbo Unido                                         |
| Maule              | - Curicó Unido                                           |
| Araucanía          | - Unión Temuco                                           |
| Los Lagos          | - Deportes Puerto Montt                                  |

|
| Barnechea Magallanes Santiago Morning |

## Clasificación
Para partidos, ver el Anexo
- Fecha de actualización: 4 de noviembre

|  |     | Clubes                | Pts | PJ | G  | E | P  | GF | GC | Dif |
|  | --- | --------------------- | --- | -- | -- | - | -- | -- | -- | --- |
|  | 1º  | San Marcos de Arica   | 35  | 19 | 10 | 5 | 4  | 25 | 21 | +4  |
|  | 2º  | Barnechea             | 33  | 19 | 9  | 6 | 4  | 28 | 23 | +5  |
|  | 3º  | Naval                 | 30  | 19 | 8  | 6 | 5  | 26 | 23 | +3  |
|  | 4º  | Everton               | 28  | 19 | 7  | 7 | 5  | 29 | 22 | +7  |
|  | 5º  | Coquimbo Unido        | 27  | 19 | 8  | 3 | 8  | 29 | 21 | +8  |
|  | 6º  | Santiago Morning      | 27  | 19 | 8  | 3 | 8  | 28 | 24 | +4  |
|  | 7º  | Ñublense              | 27  | 19 | 7  | 6 | 6  | 33 | 30 | +3  |
|  | 8º  | San Luis de Quillota  | 26  | 19 | 7  | 5 | 7  | 25 | 27 | -2  |
|  | 9º  | Deportes Concepción   | 26  | 19 | 7  | 5 | 7  | 23 | 27 | -4  |
|  | 10º | Unión Temuco          | 24  | 19 | 6  | 6 | 7  | 18 | 24 | -6  |
|  | 11º | Magallanes            | 24  | 19 | 5  | 9 | 5  | 10 | 12 | -2  |
|  | 12º | Curicó Unido          | 20  | 19 | 5  | 5 | 9  | 19 | 21 | -2  |
|  | 13º | Lota Schwager         | 17  | 19 | 4  | 5 | 10 | 17 | 26 | -9  |
|  | 14º | Deportes Puerto Montt | 17  | 19 | 4  | 5 | 10 | 14 | 23 | -9  |

Pts = Puntos; PJ = Partidos Jugados; G = Partidos Ganados; E = Partidos Empatados; P = Partidos Perdidos; GF = Goles Anotados; GC = Goles Recibidos; Dif = Diferencia de gol; (*) = Partido Pendiente 